# Bussy-le-Grand
Bussy-le-Grand és un municipi francès, situat al departament de la Costa d'Or i a la regió de Borgonya - Franc Comtat. L'any 2007 tenia 285 habitants.

## Demografia

### Població
El 2007 la població de fet de Bussy-le-Grand era de 285 persones. Hi havia 107 famílies, de les quals 33 eren unipersonals (11 homes vivint sols i 22 dones vivint soles), 33 parelles sense fills, 37 parelles amb fills i 4 famílies monoparentals amb fills.
La població ha evolucionat segons el següent gràfic:
Habitants censats

### Habitatges
El 2007 hi havia 191 habitatges, 119 eren l'habitatge principal de la família, 54 eren segones residències i 17 estaven desocupats. 184 eren cases i 5 eren apartaments. Dels 119 habitatges principals, 95 estaven ocupats pels seus propietaris, 20 estaven llogats i ocupats pels llogaters i 4 estaven cedits a títol gratuït; 1 tenia una cambra, 2 en tenien dues, 25 en tenien tres, 30 en tenien quatre i 62 en tenien cinc o més. 96 habitatges disposaven pel capbaix d'una plaça de pàrquing. A 55 habitatges hi havia un automòbil i a 52 n'hi havia dos o més.

### Piràmide de població
La piràmide de població per edats i sexe el 2009 era:
| Homes | Edats   | Dones |
| ----- | ------- | ----- |
| 0     | 95 o +  | 4     |
| 0     | 90 a 94 | 0     |
| 0     | 85 a 89 | 4     |
| 0     | 80 a 84 | 8     |
| 4     | 75 a 79 | 12    |
| 12    | 70 a 74 | 16    |
| 20    | 65 a 69 | 4     |
| 0     | 60 a 64 | 4     |
| 0     | 55 a 59 | 0     |
| 4     | 50 a 54 | 4     |
| 16    | 45 a 49 | 8     |
| 20    | 40 a 44 | 8     |
| 4     | 35 a 39 | 12    |
| 12    | 30 a 34 | 20    |
| 0     | 25 a 29 | 0     |
| 8     | 20 a 24 | 12    |
| 8     | 15 a 19 | 12    |
| 12    | 10 a 14 | 0     |
| 16    | 5 a 9   | 4     |
| 16    | 0 a 4   | 8     |

## Economia
El 2007 la població en edat de treballar era de 163 persones, 129 eren actives i 34 eren inactives. De les 129 persones actives 124 estaven ocupades (73 homes i 51 dones) i 5 estaven aturades (2 homes i 3 dones). De les 34 persones inactives 16 estaven jubilades, 8 estaven estudiant i 10 estaven classificades com a «altres inactius».

### Ingressos
El 2009 a Bussy-le-Grand hi havia 128 unitats fiscals que integraven 317 persones, la mediana anual d'ingressos fiscals per persona era de 17.297 €.

### Activitats econòmiques
Dels 18 establiments que hi havia el 2007, 2 eren d'empreses de fabricació d'altres productes industrials, 3 d'empreses de construcció, 3 d'empreses de comerç i reparació d'automòbils, 3 d'empreses d'hostatgeria i restauració, 1 d'una empresa d'informació i comunicació, 5 d'empreses de serveis i 1 d'una empresa classificada com a «altres activitats de serveis».
Dels 6 establiments de servei als particulars que hi havia el 2009, 1 era un taller de reparació d'automòbils i de material agrícola, 1 paleta, 1 guixaire pintor, 1 electricista i 2 restaurants.
L'únic establiment comercial que hi havia el 2009 era una floristeria.
L'any 2000 a Bussy-le-Grand hi havia 13 explotacions agrícoles que ocupaven un total de 1.518 hectàrees.

## Poblacions més properes
El següent diagrama mostra les poblacions més properes.